# Harviell (Misuri)
Harviell es un lugar designado por el censo ubicado en el condado de Butler en el estado estadounidense de Misuri. En el Censo de 2010 tenía una población de 106 habitantes y una densidad poblacional de 23,03 personas por km².

## Geografía
Harviell se encuentra ubicado en las coordenadas 36°39′23″N 90°28′44″O / 36.65639, -90.47889. Según la Oficina del Censo de los Estados Unidos, Harviell tiene una superficie total de 4.6 km², de la cual 4.57 km² corresponden a tierra firme y (0.79%) 0.04 km² es agua.

## Demografía
Según el censo de 2010, había 106 personas residiendo en Harviell. La densidad de población era de 23,03 hab./km². De los 106 habitantes, Harviell estaba compuesto por el 89.62% blancos, el 7.55% eran afroamericanos, el 0% eran amerindios, el 0% eran asiáticos, el 0% eran isleños del Pacífico, el 0% eran de otras razas y el 2.83% pertenecían a dos o más razas. Del total de la población el 0.94% eran hispanos o latinos de cualquier raza.